# コモロ・イスラム連邦共和国

コモロ・イスラム連邦共和国
République fédérale islamique des Comores（フランス語）
جمهورية القمر الاتحادية الإسلامية
（アラビア語）

コモロ・イスラム連邦共和国（コモロ・イスラムれんぽうきょうわこく、フランス語: République fédérale islamique des Comores）は、かつてコモロに存在したイスラム共和制国家である。

## 解説
1978年、反フランス路線を貫いてきたアリ・ソイリ大統領が殺害され、アーメド・アブダラが実権を握った。アブダラの政権下では、ボブ・ディナールが大統領の警護隊長となり、事実上の国家の支配者となった。
1989年、長期にわたり独裁体制を維持してきたアブダラ大統領が暗殺され、1992年のクーデター未遂、1995年に発生した1989年にコモロから撤退させられたディナールとその傭兵が、モハメド・ジョハル大統領に対してクーデターを起こしたりと波乱に満ちた時代を経て、2001年12月にグランドコモロ島、アンジュアン島、モヘリ島の指導者が調印したフォンボニ協定に基づいて、国号をコモロ連合へと変更した。